# Metanoea rhaetica
Metanoea rhaetica là một loài Trichoptera trong họ Limnephilidae. Chúng phân bố ở miền Cổ bắc.